# Лоа (река)
Ло́а (исп. Río Loa) — самая длинная (440 км) река Чили.
Истоки реки находятся в Андах на высоте более 4 тыс. м над уровнем моря на склонах вулкана Миньо. Далее Лоа течёт сквозь пустыню Атакама, по берегам образуя оазисы. Впадает в Тихий океан. Также Лоа служит границей между чилийскими областями Тарапака и Антофагаста.
Расход воды у устья — в районе устья 6 м³/с, в среднем течении — 4 м³/с.

## Основные притоки
- Сан-Педро
- Саладо
- Сан-Сальвадор